# Charlotte-Sophie d'Anhalt-Bernbourg
Charlotte Sophie d'Anhalt-Bernbourg (Bernbourg, 21 mai 1696 – Sondershausen, 22 juillet 1762) est une princesse d'Anhalt-Bernbourg et princesse de Schwarzbourg-Sondershausen.

## Biographie
Elle est la fille de Charles-Frédéric d'Anhalt-Bernbourg, prince d'Anhalt-Bernbourg de 1718 à 1721, et de sa première épouse Sophie-Albertine de Solms-Sonnenwalde.
Elle épouse Auguste Ier de Schwarzbourg-Sondershausen à Bernbourg, le 19 juillet 1721. Il renforce l'alliance entre la Maison d'Ascanie et celle de Schwarzbourg; avant cette union, sa sœur Élisabeth-Albertine est mariée, en 1712, au demi-frère d'Auguste Günther XLIII de Schwarzbourg-Sondershausen.
Cependant, alors qu'Élisabeth-Albertine et son mari n'ont pas de descendance, Charlotte Sophie donne naissance à six enfants:
- Frédérique-Augusta (Ebeleben, 9 juillet 1723-Ebeleben, 7 octobre 1725);
- Charlotte (Ebeleben, 10 février 1732-Festenberg, 11 juin 1774), qui épouse le comte Henri-Gustave de Reichenbach-Goschütz;
- Christian-Guillaume (Ebeleben, 7 février 1734-Ebeleben, 2 novembre 1737);
- Christian-Günther III de Schwarzbourg-Sondershausen (Ebeleben, 24 juin 1736-Sondershausen, 14 octobre 1794), qui épouse sa cousine Charlotte Wilhelmine d'Anhalt-Bernbourg;
- Jean-Günther (Ebeleben, 13 octobre 1737-Ebeleben, 20 janvier 1738);
- Auguste II (Ebeleben, 7 décembre 1738-Sondershausen, 10 février 1806).

La mort sans enfants de son beau-frère Günther, en 1740, fait de Charlotte Sophie la princesse consort de Schwarzbourg-Ebeleben tandis que son frère Henri XXXV de Schwarzbourg-Sondershausen hérite de la principauté de Schwarzbourg-Sondershausen, et les autres territoires du frère défunt. Elle porte ce titre jusqu'à la mort de son mari Auguste, qui a eu lieu le 27 octobre 1750 à Ebeleben. Son fils, Christian Günther, hérite du titre de père et, avec la mort de son oncle, Henri, qui n'a pas d'enfants, de la principauté de Schwarzbourg-Sondershausen, en collaboration avec d'Auguste II.